# Dešťový simulátor

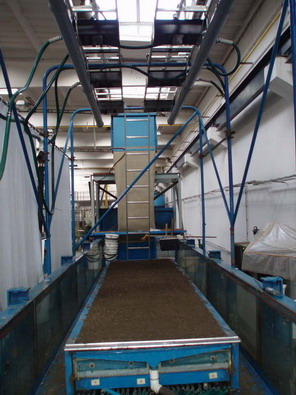
Typický dešťový simulátor

Dešťový simulátor (rainfall simulator) slouží k výzkumu srážkoodtokových vztahů a eroze půdy. Tento výzkum se potýká s mnoha praktickými problémy: Jedná se o komplexní proces ovlivněný mnoha charakteristikami, ať už srážkovými nebo půdními, které je třeba v co největší míře sledovat. V podmínkách terénního výzkumu jsou mnohé veličiny obtížně měřitelné, nehledě na nemožnost ovlivnit přirozené srážkové události. Zejména deště s vyšší intenzitou, které hrají při rozvoji eroze půdy významnou úlohu, jsou v průběhu roku rozloženy nahodile a jejich podchycení si žádá velké úsilí. 
Z těchto důvodů nabývá na důležitosti laboratorní výzkum na dešťovém simulátoru. V laboratorních podmínkách je mnohem jednodušší docílit požadovaných vstupních půdních charakteristik a je možné je měřit i kontinuálně v průběhu dešťové srážky, jejíž intenzita a doba trvání je předem naprogramována. 
Při laboratorním výzkumu není hlavním cílem dosáhnout přesně přírodních podmínek a shody mezi naměřenými hodnotami a skutečností, důležitá je jednotná metodika přípravy a průběhu experimentů, díky které je možné jednotlivé výsledky mezi sebou kvalitativně porovnávat.
Pro výzkum srážkoodtokových vztahů a eroze půdy je využíván laboratorní tryskový dešťový simulátor konstrukce "Norton Ladder Rainfall Simulator", pojmenovaný podle autora Dr. Darella Nortona z USDA, Agricultural Research Service, National Soil Erosion Research Laboratory, West Lafayette, USA. 
K tvorbě dešťových kapek se používají trysky VeeJet 80100 (firmy Spraying System). Vodní paprsek z trysek je plochý, rovnoběžný s podélnou osou simulátoru. Trysky jsou umístěny ve dvou paralelních sekcích o délce 5 metrů. Na každé sekci jsou čtyři trysky ve vzdálenosti 1,37 m, vzdálenost obou sekcí je 0,8 m. Každá sekce s tryskami vykonává samostatně kývavý pohyb podél své vodorovné osy a tím dochází k rovnoměrnému zadešťování plochy pod nimi. Tlak na tryskách 0,41 MPa a výška trysek 2,4 m nad povrchem půdního vzorku zaručují podobné charakteristiky simulovaného deště jako má přirozený déšť – střední velikost kapky 2,3 mm a srovnatelná kinetická energie dopadajících kapek. 
Intenzita deště se řídí frekvencí kyvů sekčního potrubí s tryskami, nastavuje se pomocí počítače. Při experimentech byly používány intenzity 30,40,50,60 mm/h. Celá konstrukce dešťového simulátoru je umístěna na sklopném hydraulickém žlabu s volitelným sklonem od 0° od 8°. 
Vzorek zeminy je umístěn v erozním kontejneru o rozměrech 4 × 0,9 m. Na dně jsou otvory pro odtok infiltrované vody, dále síťový filtr pro zamezení vyplavování půdních částic, a 5 cm vrstva písku. Navrch se plní zkoumaná zemina ve vrstvě 15 cm. V čele kontejneru je přelivná hrana a žlábek pro odvádění povrchového odtoku.Půda  do erozního kontejneru dešťového simulátoru je pro experimenty vždy získávána jako porušený vzorek z povrchové vrstvy půdního profilu. 